# Robert Doutrebente

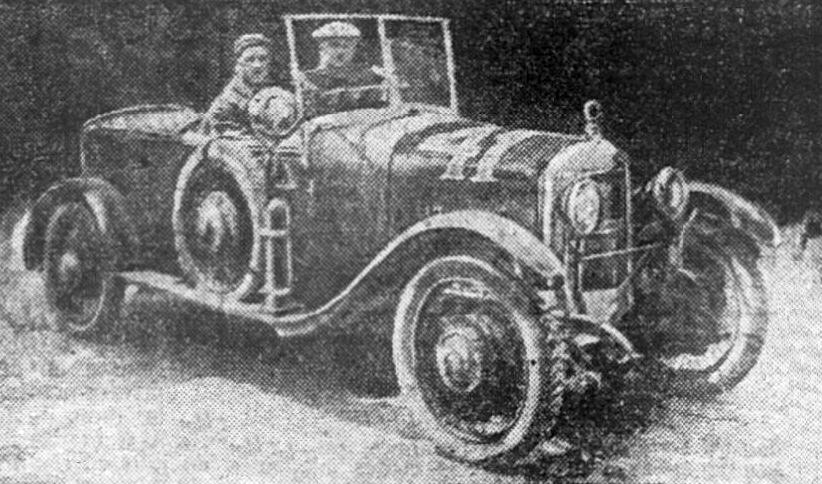
Louis Balart und Robert Doutrebente im Corre La Licorne V16 10CV Sport beim 24-Stunden-Rennen von Le Mans 1925

Robert Gabriel Louis Marie Doutrebente (* 1. Dezember 1893 in Blois; † 4. Juni 1979 in Tours) war ein französischer Autorennfahrer und Flieger im Ersten Weltkrieg.

## Karriere
Nach seiner Zeit als Mitglied der Aéronautique Militaire war Robert Doutrebente einmal als Rennfahrer aktiv. Beim dritten 24-Stunden-Rennen von Le Mans der Motorsportgeschichte, 1925, ging er gemeinsam mit Partner Louis Balart auf einem Corre-La Licorne W15 ins Rennen. Nach 24-Stunden-Fahrzeit kam das Duo auf dem achten Gesamtrang ins Ziel. Diese Platzierung bedeutete den Sieg in der Klasse für Fahrzeuge zwischen 1,1- und 1,5-Liter-Hubraum.

## Statistik

### Le-Mans-Ergebnisse
| Jahr | Team                                    | Fahrzeug                        | Teamkollege  | Platzierung            | Ausfallgrund |
| ---- | --------------------------------------- | ------------------------------- | ------------ | ---------------------- | ------------ |
| 1925 | Société Française des Automobiles Corre | Corre La Licorne V16 10CV Sport | Louis Balart | Rang 8 und Klassensieg |              |

### 24-St-Spa-Ergebnisse
| Jahr | Team                                    | Fahrzeug                        | Teamkollege    | Platzierung | Ausfallgrund |
| ---- | --------------------------------------- | ------------------------------- | -------------- | ----------- | ------------ |
| 1925 | Société Française des Automobiles Corre | Corre La Licorne V16 10CV Sport | Fernand Vallon | Rang 14     |              |